# Aram Hayrapetyan
Aram Yowrii Hayrapetyan (in russo Арам Юрьевич Айрапетян?, Aram Jur'evič Ajrapetjan; in armeno Արամ Յուրիի Հայրապետյանը?; Adler, 22 novembre 1986) è un calciatore russo naturalizzato armeno, portiere svincolato.

## Carriera

### Club
Nato in Russia, proprio in questa nazione ha cominciato la propria carriera, prima nel Soči-04, poi con l'Adler San Nicolas (club della sua città natale), Kuzbass Kemerovo e Smena K.N.A.
Dal 2014 si è trasferito in Armenia militando prima con il Banants, poi con l'Ararat.
Nel 2017 torna al Banants, che due anni dopo cambia nome in Urartu.

### Nazionale
Nel 2018 ha esordito con la nazionale armena.